# DB Cargo
DB Cargo – tidligere DB Schenker Rail og Railion – er det største europæiske godsjernbaneselskab. Koncernen er opstået ved en fusion af de tyske og hollandske statsbaners godsdivisioner 1. september 2003. Koncernen er inddelt i nationale datterselskaber i Danmark, Holland, Italien, Tyskland samt fra 1. juni 2007 desuden også i Schweiz, hvor disse navne anvendes.
Navnet "Railion" skulle oprindeligt minde om det engelske udtryk rely on (da. "stole på"), men som følge af dialekterne i de to moderlande slog dette aldrig rigtig igennem.
DB Cargo har sit hovedsæde i Mainz og dets aktier er fordelt med 92 % til Deutsche Bahn (DB) og 6 % til Nederlandse Spoorwegen (NS) og 2 % til Danske Statsbaner (DSB). DSB fik sin ejerandel i forbindelse med frasalget af den underskudsgivende godsdivision.
Siden 2001 har DB Cargo Scandinavia dermed drevet godstrafik på jernbane i Danmark fra hovedkontoret i Taastrup.
Som et led i en ensretning af selskabet skiftede man 16. februar 2009 navn til DB Schenker Rail. I 2016 skiftede man navn endnu engang, til DB Cargo.